# Streptopelia bitorquata
Streptopelia bitorquata е вид птица от семейство Гълъбови (Columbidae).

## Разпространение
Видът е разпространен в Индонезия и Източен Тимор.